# Jaguar Records
La Jaguar è stata una casa discografica italiana, attiva nella prima metà degli anni sessanta.
Il suo marchio era la stilizzazione dell'omonimo animale, visto di profilo.

## Storia
La casa discografia Jaguar fu fondata nel 1963 da Benito Vassura; la sua sede si trovava in Galleria Passerella 1 a Milano, anche se, al pari di altre piccole aziende, non ebbe mai propri stabilimenti di masterizzazione e stampa né propri studi di registrazione, affidando tali fasi del lavoro ad altre aziende.
L'etichetta con il logo della Jaguar ricalcava quella del Clan di Celentano. Si trattava della stilizzazione di un giaguaro, di profilo, con cori che sfumavano l'uno nell'altro, disegnata in stile optical dallo stesso autore dell'altra etichetta, Mario Moletti. Nel suo tentativo di inserirsi nell'allora emergente mercato del rock italiano, l'etichetta mise sotto contratto un nome allora celebre, proveniente dalla scuderia di Celentano: Ricky Gianco.
Questi sarà fra i principali artisti dell'etichetta insieme a i Satelliti, Monica Sandri, Diego Peano, Leopoldo, il tenore Gastone Limarilli, Mario Tessuto (che debutta proprio con la Jaguar), Sandro Massimini e altri. Tra gli arrangiatori selezionati dalla direzione artistica: Angel "Pocho" Gatti, Gian Piero Reverberi e Lawrence Whiffin.
La Jaguar durerà solo pochi anni: Gianco lascerà l'etichetta già nel 1966. Nella seconda metà degli anni sessanta le produzioni si rarefecero, terminando nel 1968, con l'unico disco inciso e stampato in tecnologia stereofonica. L'etichetta stessa verrà liquidata prima dell'inizio del decennio successivo, cedendo l'intero catalogo, poi però non ristampato nella forma originaria.
Sarà solamente negli anni novanta che un'etichetta specializzata nel recupero di canzoni del passato - la D.V. More - raccoglierà i master e ristamperà, soprattutto in CD, nella propria collana super economica, alcuni pezzi provenienti dall'archivio della Jaguar.

## Dischi
La datazione qui riportata si basa sull'etichetta del disco o sulla copertina; qualora nessuno di questi elementi abbia una datazione, è basata sulla numerazione del catalogo; talora è, infine, basata sul codice della matrice di stampa. Se esistenti, sono riportati, oltre all'anno, il mese e il giorno (quest'ultimo dato si trova, a volte, stampato sul vinile).
Il disco di Limarilli risulta essere l'unico pubblicato in stereofonia, e per questo motivo la sigla di catalogo è preceduta dalla lettera S.

### 33 giri
| Numero di catalogo | Anno | Interprete        | Titoli                                             |
| ------------------ | ---- | ----------------- | -------------------------------------------------- |
| JGR 73000          | 1963 | Ricky Gianco      | Una giornata con Ricky Gianco                      |
| JGR 74000          | 1964 | esecutori vari    | Canzoni sulle spiagge d'Italia                     |
| JGR 74002          | 1965 | Ricky Gianco      | Ai miei amici di "Ciao amici"                      |
| JGR 74003          | 1965 | Ricky Gianco      | Ricky Gianco show                                  |
| JGR 74004          | 1965 | Milly             | Il palcoscenico di Milly                           |
| JGR 74006          | 1966 | Gastone Limarilli | Napoli...Tu si' 'na cosa grande                    |
| JGR 74007          | 1966 | Esecutori vari    | Stereo show all'italiana                           |
| JGR 74009          | 1966 | Roberto Negri     | Ho capito che ti amo                               |
| JGR 74011          | 1966 | Roberto Negri     | Giro del mondo in musica – Una notte in Italia     |
| JGR 74012          | 1966 | Roberto Negri     | Giro del mondo in musica n° 2 – Una notte a Parigi |
| JGR 74013          | 1967 | Carlo Bergonzi    | Ieri e oggi                                        |
| SJGR 74006         | 1968 | Gastone Limarilli | Napoli... tu si' 'na cosa grande!                  |

### 45 giri
| Numero di catalogo | Anno | Interprete                             | Titoli                                                                             |
| ------------------ | ---- | -------------------------------------- | ---------------------------------------------------------------------------------- |
| JG 70001           | 1963 | Ricky Gianco                           | A mani vuote/Il tramonto                                                           |
| JG 70002           | 1963 | Ricky Gianco                           | Eva/Come facette mammeta                                                           |
| JG 70003           | 1963 | Leopoldo                               | Helena/Concerto d'amore                                                            |
| JG 70004           | 1963 | I Satelliti                            | Mercurius/Quando la luna muore                                                     |
| JG 70005           | 1963 | Ricky Gianco                           | Ti cercherò/Prima di tutto sono giovane                                            |
| JG 70006           | 1964 | Ricky Gianco                           | Lo scoiattolo/La slitta dei sogni                                                  |
| JG 70007           | 1964 | I Satelliti                            | Sul cocuzzolo/Texas Rider                                                          |
| JG 70008           | 1964 | Ricky Gianco                           | Non ti potrò scordare/Yum Yum                                                      |
| JG 70009           | 1964 | Monica Sandri                          | Complimenti Bernard/Puoi dirlo subito                                              |
| JG 70010           | 1964 | Raoul Pisani                           | Stasera/Prima di morire                                                            |
| JG 70011           | 1964 | Leopoldo                               | Pour Deux/Alé ragazzi                                                              |
| JG 70012           | 1964 | Torrebruno                             | Madrid/Domani sera                                                                 |
| JG 70013           | 1964 | Ricky Gianco                           | E' la fine/Cuore di negro                                                          |
| JG 70014           | 1964 | Bruno                                  | Se lo sa papà/Le amiche sanno                                                      |
| JG 70015           | 1964 | Monica Sandri                          | Tu sei caro perché.../Quando guardo il mare                                        |
| JG 70016           | 1964 | Diego Peano                            | Ho deciso così/Brina                                                               |
| JG 70017           | 1964 | Pia Gabrieli                           | Devi credermi/Gentleman si, gentleman no                                           |
| JG 70018           | 1964 | Monica Sandri e i Ragazzi della Greffa | Il valzer Greff/L'inno dei giovani                                                 |
| JG 70019           | 1964 | Gino Bechi                             | Miniera/Creola                                                                     |
| JG 70020           | 1964 | Gino Bechi                             | Il tango delle capinere/Chitarra romana                                            |
| JG 70021           | 1964 | Gino Bechi                             | Piccola Butterfly/Tango del mare                                                   |
| JG 70022           | 1964 | Gino Bechi                             | Mamma/Tornerai                                                                     |
| JG 70023           | 1964 | Gino Bechi                             | Terra straniera/Un disco dall'Italia                                               |
| JG 70024           | 1964 | Gino Bechi                             | Souvenir d'Italie/mandolinate a sera                                               |
| JG 70025           | 1964 | Gino Bechi                             | Roma nun fa' la stupida stasera/Io che amo solo te                                 |
| JG 70026           | 1964 | Ricky Gianco                           | Cambia tattica/Guardo il mondo                                                     |
| JG 70027           | 1965 | Raoul Pisani                           | Le lacrime di un'ora/La fede nell'amore                                            |
| JG 70028           | 1965 | Mario Querci                           | Firenze canta ancora/Colore di Firenze                                             |
| JG 70029           | 1965 | Leopoldo                               | Angelito/Scalinatella                                                              |
| JG 70030           | 1965 | Ricky Gianco                           | Devi essere tu/Come lei                                                            |
| JG 70031           | 1965 | Monica Sandri                          | Gianni/Quando capirai                                                              |
| JG 70032           | 1965 | Leopoldo                               | Solo con te/Ti sembra giusto?                                                      |
| JG 70033           | 1965 | Ricky Gianco                           | La mia voce/...e quando/Quanto tempo passerà                                       |
| JG 70034           | 1965 | Mauro Mori                             | Il pescecane/L'ora del tramonto                                                    |
| JG 70035           | 1965 | Mario Tessuto                          | Non mi lasciare/Verrò                                                              |
| JG 70036           | 1965 | I Satelliti                            | Finirà/Questa sera                                                                 |
| JG 70038           | 1965 | I Satelliti                            | Mercurius/Texas Rider                                                              |
| JG 70039           | 1965 | Ricky Gianco                           | ...e quando/Amore ricorda                                                          |
| JG 70040           | 1965 | I Bond's Men                           | Operazione tuono/Castelli di sabbia                                                |
| JG 70041           | 1966 | Diego Peano                            | You And Me/Eri la mia ragazza                                                      |
| JG 70042           | 1966 | I Satelliti                            | Violetta sirtaky/Jezebel                                                           |
| JG 70043           | 1966 | Ricky Gianco                           | Ho visto piangere un mio amico/Non cercarmi                                        |
| JG 70044           | 1966 | Giuliano Selva                         | Io vado coi miei sogni/...e tu sei qui                                             |
| JG 70045           | 1966 | Gastone Limarilli                      | Tu si' 'na cosa grande/Napoli, fortuna mia                                         |
| JG 70046           | 1966 | Gastone Limarilli                      | Munasterio 'e Santa Chiara/'o paese d' 'o sole                                     |
| JG 70047           | 1966 | Gastone Limarilli                      | Ti voglio tanto bene/Passione                                                      |
| JG 70052           | 1966 | Ricky Gianco                           | Non è il caso/Dimmi perché                                                         |
| JG 70053           | 1966 | The Sound Boys                         | Rebecca/Broken Melody                                                              |
| JG 70054           | 1966 | Eleonora Rossi Drago/Milly/Gino Bechi  | Natale Tris: La stella di Natale/Il mio Natale sei tu/Buon Natale a tutto il mondo |
| JG 70055           | 1966 | Sandro Massimini                       | Lettere beat/Il Cavour                                                             |
| JG 70056           | 1967 | Milly                                  | This is my song/This is my song (strum.con Orchestra Roberto Negri)                |
| JG 70059           | 1967 | Ennio Visconti                         | Bandiera bianca/Scarpette di raso                                                  |
| JG 70060           | 1967 | Dedy Cemm                              | Gli angeli ci guardano/Rimpiangerò (se te ne vai)                                  |
| JG 70062           | 1967 | Rinaldo Ebasta                         | Accipicchia l'Angelicchia!/Quando il mondo finirà                                  |
| JG 70063           | 1967 | I delfini della Jaguar                 | La Religione di noi giovani                                                        |
| JG 70064           | 1967 | Luciano Beretta                        | Vediamoci ad Amalfi/Un bacio ad Amalfi                                             |